# 美作大学短期大学部
美作大学短期大学部（日语：／ Mimasaka Daigaku Tanki Daigakubu *），简称美短，是一所位于日本冈山县津山市的私立短期大学。

## 概要

### 简介
- 学校最早可以追溯到1915年[1]。短期大学为于1951年开办[1]、由学校法人美作学园经营。为男女同校[2]从2003年[1]。

### 历史
- 1951年 美作短期大学成立并同时设置一个学科即家政科（改名为家政学科于1969年、改名为生活科学科于1988年）[1]。
- 1953年 英语科成立（招生到1957年、停办于1959年）[1]。
- 1962年 服饰科成立（改名为服饰学科于1969年、以后招生到1981年、停办于1983年）[1]。
- 1965年 保育科成立（改名为幼儿教育学科于1969年）[1]。
- 1970年 家政学科分离为两个专攻[1]。
  - 家政专攻（改名为生活科学科于1988年、以后招生到1999年）
  - 食物营养专攻（改编为于营养学科于2002年）
- 1978年 改校名为美作女子大学短期大学部[1]。
- 2002年 专科护理福利专攻成立[1]。
- 2003年 改校名为美作大学短期大学部、开始招収男学生[1]。

### 宪章
- 请参看美作大学短期大学部的标志 （页面存档备份，存于） （日語） 2014年2月10日阅览。

## 学校环境
- 校区：在冈山县津山市

## 历任校长
- 船盛茂：现在短期大学校长[3]

## 组织

### 学科
- 营养学科
- 幼儿教育学科

### 前学科
- 英语科[注 1]
- 服饰学科[注 2]
- 生活科学科
  - 生活科学专攻[注 3]
  - 食物营养专攻[注 4]

### 专科
- 护理福利专攻

### 业余课程
| - 没有 |

### 附属机关
| - 图书馆 |

## 相关链接
- 日本短期大学列表